# Bitwa w rejonie Góry św. Anny

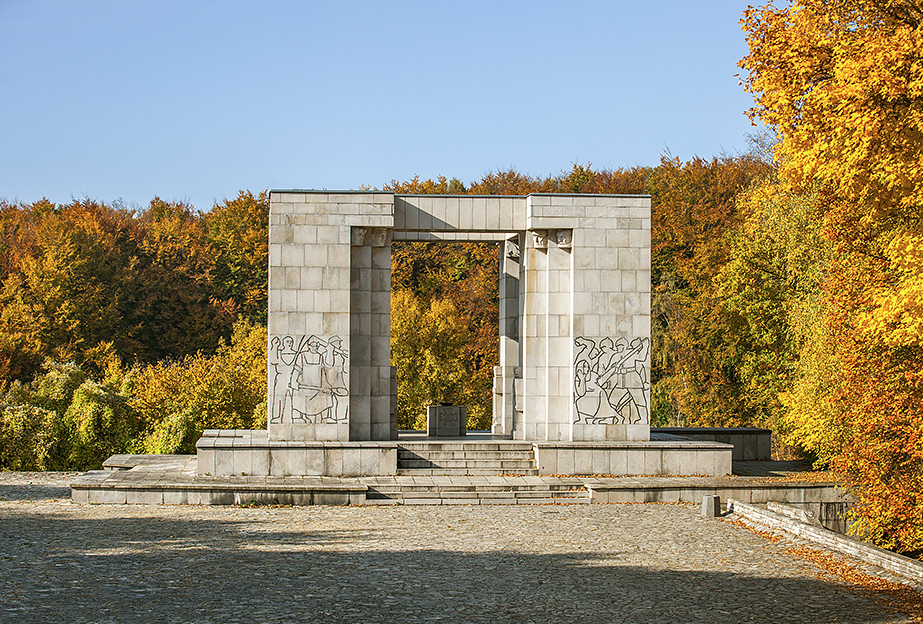
Pomnik Czynu Powstańczego na Górze Św. Anny

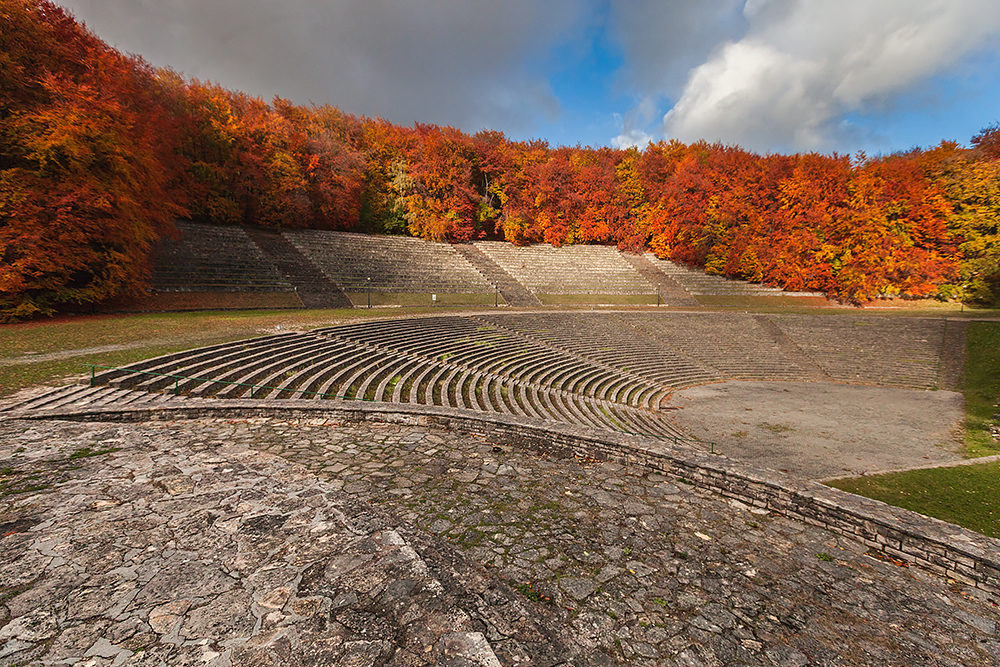
Amfiteatr skalny na Górze Św. Anny

Bitwa w rejonie Góry św. Anny (także Bitwa o Górę św. Anny, niem. Sturm auf den Annaberg) – seria zaciekłych walk powstańców śląskich z niemieckim Freikorpsem w czasie III powstania śląskiego, stoczonych w dniach 21–26 maja 1921 pod Górą Świętej Anny. Walki pod Górą Świętej Anny były największą bitwą III powstania śląskiego. Gwałtowne i silne uderzenie niemieckie opanowało samą Górę Św. Anny i jej okolice, ale nie przełamały całkowicie linii obronnych powstańców, co uniemożliwiło im zajęcie Górnośląskiego Okręgu Przemysłowego.

## Przebieg
Atak na zajętą przez powstańców 4 maja górę przeprowadziły bataliony Freikorpsu „Oberland” z Bawarii od strony wzgórza Oleszyce leżącego na północ od Góry św. Anny. 21 maja, wczesnym popołudniem (później podawano godz. 12.40) zdobyto Górę św. Anny, wypierając z niej polskie oddziały powstańcze. Na wieży klasztoru franciszkańskiego zawieszono czarno-biało-czerwoną flagę z czasów Cesarstwa Niemieckiego, a nie czarno-czerwono-złotą flagę republiki, co miało symbolizować prawicowo-nacjonalistyczne poglądy żołnierzy skupionych wokół Ernsta Horadama. Następnie oddziały niemieckie przystąpiły do dalszego ataku na powstańczy 8 pułk piechoty (d-ca kpt. Franciszek Rataj) po opanowaniu Kamienia, Kamionka, Dąbrówki, Obrowca, Strzebniowa, Wygody, Zakrzowa i Oleszki. W związku z silnym naporem oddziałów niemieckich, ciężar walk obronnych od 8 pp Rataja, przejął powstańczy 1 pułk katowicki Walentego Fojkisa oraz bataliony strzelecko-toszeckie „Bogdana” (d-ca kpt. Teodor Kulik).  23 maja 1 Dywizja Wojsk Powstańczych przy wsparciu oddziałów szturmowych marynarzy por. Roberta Oszka, Watoły i Walerusa przeszła do kontrataku, w trakcie którego Krępna, Rozwadza, Żyrowa przechodziły z rąk do rąk. Jednakże na wielu odcinkach powstańcy śląscy nie byli w stanie utrzymać swoich pozycji obronnych.

Nigdy nie przypuszczałem, żeby nasz klasztor mógł stać się kiedykolwiek kwaterą takiej awanturniczej bandy. Chcieli wprawdzie i powstańcy w klasztorze ulokować swój sztab, ale na moją prośbę, żeby respektowali to święte miejsce i nie profanowali go zakwaterowaniem żołnierzy, okazali tyle wyrozumienia, że od swych zamiarów odstąpili, gdyż kwater było pod dostatkiem we wsi. Zupełnie inaczej było z Niemcami. Ci nie prosili o kwatery w klasztorze, tylko kategorycznie ich żądali (...) Zobaczyłem Rajski Plac wypełniony regularnym wojskiem niemieckim. W jednolitych mundurach, hełmach, jednakowo uzbrojonych w karabiny zwykłe i maszynowe, w maski gazowe i ręczne granaty. Stali jak mur - rząd za rzędem, w odpowiednich odstępach. Podkreślam, że było to regularne wojsko - przynajmniej od 2500 do 3000 chłopa. Zatem regularne wojsko walczyło po stronie niemieckiej i spowodowało przełamanie polskiego frontu pod Gogolinem, a więc nie formacje Selbstschutzu, ani Bawarczyków, tylko regularne wojsko. Zawsze się dziwiłem, że Polacy tej okoliczności lepiej na swoją korzyść nie wykorzystali.

Następna linia obronna powstała na wysokości Wielmierzowic, Krasowej, Zalesia Śląskiego i Popic i główne walki miały miejsce na zachodnich i północno-zachodnich przedpolach Masywu Chełmskiego. W trakcie walk, według meldunku gen. Hoefera, niektóre z niemieckich batalionów zachowały jedynie od 10 do 15% swoich pierwotnych stanów osobowych. Po południu 21 maja powstańcy wyparli oddziały niemieckie z Kalinowa, Poznowic, Sprzęcic i ze stacji Kamień.
22 maja powstańcy śląscy odbili też Raszowę i Daniec, natomiast w rejonie Januszkowic 2 pułk zabrski kpt. Cymsa powstrzymywał próby sforsowania Odry.
Przed świtem 23 maja powstańcy zdobyli Kamień, Kamionek, Siedlce, Poznowice i Kalinowice, jednak ich natarcie zostało wkrótce powstrzymane na skutek ognia niemieckiej artylerii. Powstańcy odbili też Lichynię, Raszowę, Krasowę, Januszkowice i Wielmierzowice oraz Łąki Kozielskie. Następnie powstańcy skoncentrowali się na zdobyciu Leśnicy, o którą prowadzono ciężkie walki wręcz. Jednocześnie oddziały niemieckie zaatakowały i zajęły Dolną, Olszową i Klucz. Następnie oddziały z Bawarii natarły przy wykorzystaniu artylerii i kawalerii na powstańców pomiędzy Leśnicą i Lichynią. W Lichyni, Leśnicy, Kluczu, Zalesiu walczono o poszczególne budynki. Podobnie ciężkie walki miały miejsce w rejonie Januszkowic, Krasowej i Łąk Kozielskich.

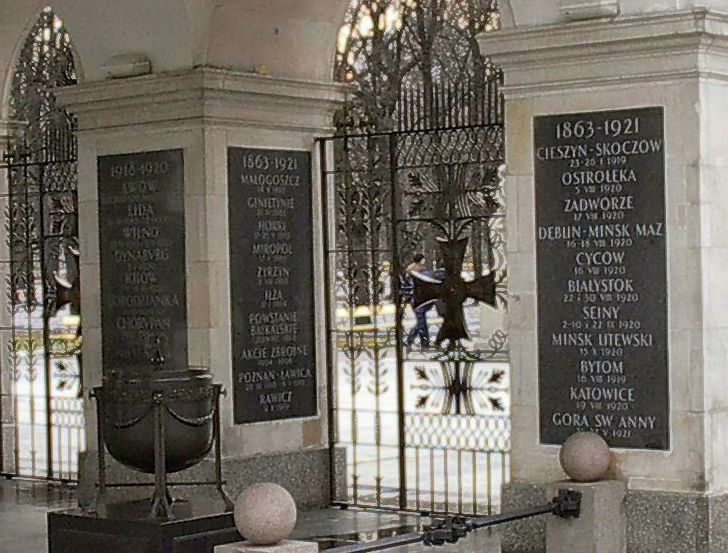
Bitwa upamiętniona na Grobie Nieznanego Żołnierza w Warszawie

Pod koniec dnia 23 maja, w związku z niepowodzeniem zwrotu zaczepnego w centrum frontu, powstańcy śląscy zajmowali pozycje na wysokości: Krośnicy, Izbicka, Otmic, stacji Kamień, Kalinowa, Księżego Lasu, Olszowy, Popic, Klucza, Zalesia Śląskiego, Łąk Kozielskich, Raszowej i Januszkowic. Aby uniemożliwić przysyłanie posiłków w rejon Góry Świętej Anny 23 maja Niemcy zaatakowali również na południu Górnego Śląska pod Olzą. W następnych dniach walki były mniej intensywne, a 25 maja dowództwo Selbstschutzu przedłożyło propozycję zawieszenia broni.
W dniu 26 maja Naczelna Komenda Wojsk Powstańczych wydała rozkaz zabraniający podejmowania akcji zaczepnych przeciw Niemcom w związku z podjęciem rokowań w sprawie rozejmu. W momencie wydania ww. rozkazu, linia frontu przebiegała od północy od Krośnicy, Izbicka, Otmic, Poznowic, Kalinowic, Dolnej, Czarnocina, Lichyni, Łąk Kozielskich, Krasowej i Wielmierzowic.
11 czerwca weszło w życie zawieszenie broni. Oddziały alianckie rozpoczęły zajmowanie linii demarkacyjnej.
Po podziale Górnego Śląska w 1921 r. Góra św. Anny pozostała w granicach Niemiec, ale dzięki powstańcom Rada Ambasadorów zdecydowała o pomyślniejszym dla Polski podziale Śląska.
Bitwa o Górę Świętej Anny zapisała się w pamięci historycznej obu stron konfliktu. W 1938 roku naziści wybudowali w znajdującym się tutaj nieczynnym kamieniołomie amfiteatr z mauzoleum, w którym złożono prochy 50 żołnierzy Freikorpsu. W 1945 roku zostały one wysadzone w powietrze, a w ich miejscu powstały Pomnik Czynu Powstańczego i amfiteatr skalny zaprojektowane przez Xaverego Dunikowskiego – tym razem poświęcone czynowi powstańczemu i walce o polskość Śląska.
Walki powstańców  zostały upamiętnione po 1990 r. na jednej z tablic pól bitewnych na Grobie Nieznanego Żołnierza w Warszawie napisem „GÓRA ŚWIĘTEJ ANNY 21 – 27 V 1921”